# Fulbert Youlou

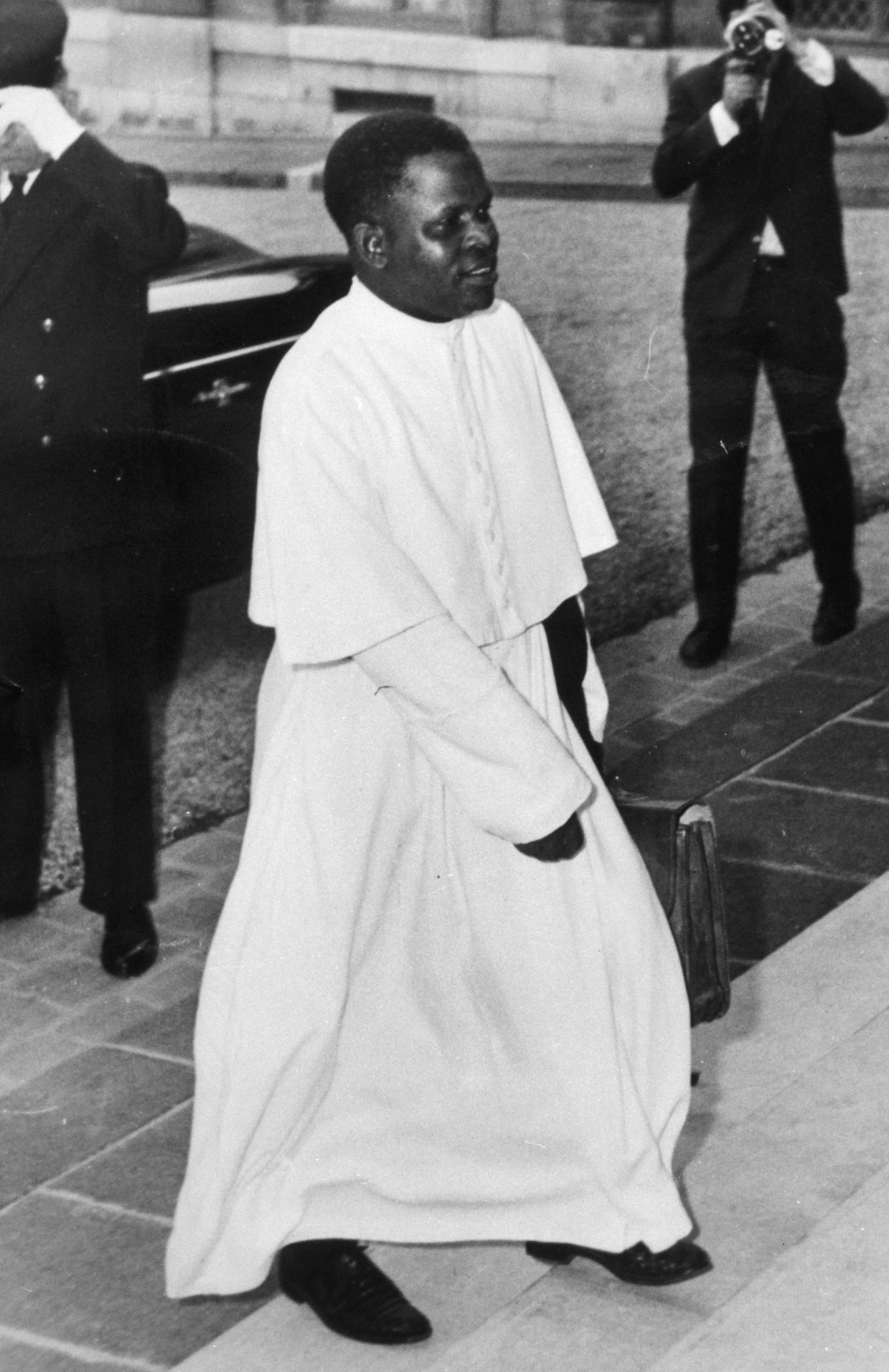
Fulbert Youlou in 1963

(Abbé) Fulbert Youlou (Brazzaville, 19 juli 1917 – Madrid, 5 mei 1972) was een Congolees (Brazzaville) staatsman.
Youlou behoorde tot de Balali-stam, een van de grootste stammen van de Bakongo. Youlou bezoch het seminarium en werd in 1947 rooms-katholiek priester gewijd. In 1955 werd hij vanwege zijn politieke activiteiten als priester op non-actief gesteld. Hij bleef echter priestergewaden dragen, ook jaren nadat hij van zijn pastorale taken was ontheven.
In 1956 richtte hij vlak voor de verkiezingen van de Wetgevende Raad van de toenmalige Franse kolonie Congo de Union Démocratique de la Defense des Interêts Africains (UDDIA) op. In 1956 werd Youlou burgemeester van Brazzaville. De UDDIA won de verkiezingen van 1957. In dat jaar trad Youlou toe tot een coalitieregering met Jacques Opangault van de MSA (Mouvement Socialiste Africain) als premier. Na een ruzie met Opangault wist Youlou de afzetting van de eerste te bewerkstelligen en werd zelf premier. Hij zette Opangault gevangen en liet een nieuwe grondwet opstellen.
In 1960 werd Congo onafhankelijk onder de naam Republiek Congo en werd Youlou president en bleef premier. Hij vormde een nieuwe coalitie met twee andere partijen (w.o. de MSA) liet Opangault vrij en benoemde hem tot minister van staat. In 1962 riep Youlou de eenpartijstaat uit en liet de MSA en andere partijen fuseren met zijn eigen UDDIA. De UDDIA werd vervolgens de enige legale partij. Deze beslissing, maar ook de slecht lopende economie, lokten protesten uit en Alphonse Massamba-Débat pleegde in 1963 een staatsgreep en zette Youlou af. Massamba-Débat schafte de UDDIA af en verving haar door de Mouvement national de la révolution (MNR).
Youlou week uit naar Spanje en vestigde zich in Madrid. Hij overleed in 1972.